# Route 365 (Terre-Neuve-et-Labrador)
Pour les articles homonymes, voir Route 365.
La route 365 est une route tertiaire de la province de Terre-Neuve-et-Labrador d'orientation ouest-est située dans le sud de l'île de Terre-Neuve, à l'est de Saint-Alban's. Elle est une route faiblement empruntée, reliant la route 360 à Conne River, suivant la bras nord-est de la baie d'Espoir, puis traversant la réserve Miawpukek. Route alternative de la 360, elle mesure 17 kilomètres, et est une route asphaltée sur l'entièreté de son tracé.

## Communautés traversées
- Conne River